# Togoontomor
Togoontomor (mongol : ᠲᠤᠭᠤᠨ
ᠲᠡᠮᠦᠷ, VPMC : toγan temür, cyrillique : Тогоонтөмөр, MNS : Togoontömör, également retranscrit en Toghan Temour, Toghan Témür, Toghan Tèmur, Toghon Temur, ou Toghan Timour, également appelé de son titre d'empereur chinois de la dynastie Yuan,  Shundi, ou Yuan Shundi (chinois traditionnel : 元順帝 ; chinois simplifié : 元顺帝 ; pinyin : yuán shùndì), né le 25 mai 1320 et mort le 23 mai 1370 à Yingchang, est le neuvième et dernier empereur de Chine de la dynastie Yuan et le 14e khagan de l'Empire mongol. Décrit comme épris de débauche, il ne voit pas venir l'insurrection nationale chinoise venant du sud et qui entraîne sa chute.

## Biographie
Le 19 juillet 1333, à l'âge de 13 ans, il monte sur le trône de Pékin (alors appelée Dadu ou Khanbalik) en succèdant à son frère cadet, Richinbal (mongol : ᠷᠢᠨᠴᠢᠨᠪᠠᠯ, cyrillique : Ринчинбал, MNS : Rinchinbal ; 元宁宗, yuán níngzōng), mort le 14 décembre 1332 après deux mois de règne. Les seigneurs se battent pour l'autorité de la cour en raison de son jeune âge. Elle appartint d’abord à un seigneur d’origine märkit, nommé Bayan des Merkits qui entre en disgrâce et meurt en 1340.
Le 3e karmapa, Rangjung Dorje, se rend à Dadu et assiste à l'intronisation de Togoontomor. Par la suite, le 4e Karmapa, Rolpe Dorje (1340 — 1383), est également invité par Togoontomor à se rendre à Dadu. Après un long voyage, qu'il effectue à l'âge de 19 ans, il arrive au palais impérial. Durant son séjour dans la région, il enseigne pendant trois ans et fonde de nombreux temples et monastères.
Jean de Marignol, un franciscain florentin, envoyé en légat par le pape Benoît XII, rend visite à l'empereur et demeure à Pékin à partir de 1342 et dans l'Empire chinois jusqu'en 1347.
L'historien René Grousset dit de lui que . Le spectacle de cette débauche pousse les patriotes chinois à se liguer contre cette domination étrangère. La révolte commence dans la bas Yangtsé et dans la province du Guangdong, comme pour la révolution de 1912, dirigé par de nombreux chefs à moitié bandits, qui se querellent autant entre eux qu'ils font la guerre contre les Mongols. Xu Shouhui (zh) (徐壽煇 / 徐寿辉, xú shòuhuī, Cheou-houei) prend aux Mongols Hanyang et Wuchang, deux villes du Hubei (aujourd'hui réunies au sein de Wuhan) en 1352, puis Siang-yang en 1356 et se rend maître du Huguang (regroupant alors Hubei et Hunan) et du Jiangxi.
Le 20 septembre 1368, à l'arrivée à Pékin de Zhu Yuanzhang, fondateur de la dynastie Ming, à la tête de la révolte des Turbans rouges, Togoontomor s'enfuit à Shangdu, dans l'actuelle Mongolie-Intérieure. Cependant, la ville est à l'état de ruine à cause de plusieurs drames survenus dans les dix années passées. Les conditions ne permettent pas de s'y installer durablement et Togoontomor et son entourage finissent par gagner la ville fortifiée de Yingchang.
Ses tentatives de reprendre Dadu, pour restaurer la dynastie Yuan sont infructueuses et les Mongols retournent dans leur patrie, la Mongolie. Karakorum redevient le centre politique de la Mongolie et la capitale des Yuan du Nord, la nouvelle dynastie fondée par Togoontomor.
Le 23 mai 1370, il meurt d'une épidémie de dysenterie qui se répand dans la ville.

## Famille

### Épouses et descendance
On lui connait 9 épouses et 3 fils :
- Danashiri Khatun (答纳失里皇后) (1320 – 1335), fille de El Temür, aristocrate Kipchak (钦察部人);
  - Prince Maha (摩訶王) (12/5/1334 – 23/11/1334)
- Bayan Khutugh Khatun (伯颜忽都皇后) (1324 – 8/9/1365), fille de Bolad Temür, prince Hongjila, de la maison princière des Onggirat;
- Gi Khatun (奇皇后) (1315 – 1369), fille de Gi Ja-oh, prince de Goryeo (幸州 奇氏);
  - Zhaozong Khagan (北元昭宗) (23/1/1340 – 28 Avril/26 Mai 1378), Khagan en 1370;
  - Un enfant mort né en 1347;
- Épouse de second rang, de la maison princière des Long, (淑妃 龍氏), Ruijjao (瑞嬌)
- Épouse de second rang, de la maison princière des Cheng, (淑妃 程氏) (1333 – 1368), Yining (一寧)
- Épouse d'origine roturière, (妃交河盧氏)
- Épouse de la maison princière des Ge, (淑妃 戈氏), Xiaoge (小娥)
- Concubine Li (麗嬪), de la maison princière des Zhang, (張氏), Ayuan/Axuan (阿元/阿玄)
- Une femme (才人), de la maison princière des Ning, (凝氏), Xiang'er (香兒)
- inconnu
  - Tianyuan Khagan, (兀思哈勒汗), (1342 - 1388), Khagan en 1378;